# 4516 Pugovkin
4516 Pugovkin (1973 SN6) là một tiểu hành tinh vành đai chính được phát hiện ngày 28 tháng 9 năm 1973 bởi N. S. Chernykh ở Nauchnyj.